# BW Paris
BW Paris – плавуча установка з регазифікації та зберігання (Floating storage and regasification unit, FSRU) зрідженого природного газу (ЗПГ), створена для сінгапурської (із додатковим офісом у Норвегії) компанії BW Group.

## Загальна інформація
Судно, що первісно носило назву BW GDF Suez Paris, спорудили як ЗПГ-танкер у 2009 році на верфі південнокорейської компанії Daewoo Shipbuilding & Marine Engineering у Кодже. 
В 2018 році судно перейменували на BW Paris та призначили для переобладнання у плавучу установку зі зберігання та регазифікації зрідженого газу. Модернізація провадилась на сінгапурській верфі Keppel Tuas та була завершена у серпні 2019-го. Розміщена на борту судна регазифікаційна установка здатна видавати 15,5 млн м3 на добу, а зберігання ЗПГ відбувається у резервуарах загальним об’ємом 162547 м3. 
Судно може пересуватись до місця призначення зі швидкістю 19,5 вузла.

## Служба судна
Першим завданням для судна як плавучої установки має стати роботи за 5-річним контрактом із філіппінською компанією First Gen на терміналі Батангас (острів Лусон).
Первісно планувалось, що термінал введуть в експлуатацію у 2022 році, проте через певні затримки наразі його запуск планується на першу половину 2023-го.